# Vladimir Moltke-Huitfeldt
Vladimir greve Moltke-Huitfeldt (4. september 1834 – 15. november 1894) var en skånsk godsejer, bror til Léon Moltke-Huitfeldt.
Han var søn af greve Adam Gottlob Moltke-Huitfeldt og Eliza Razumowska og var godsejer til Qvesarum i Hörby, Skåne, Sverige. Moltke-Huitfeldt var premierløjtnant i Svenska marinen, dansk hofjægermester og Ridder af Dannebrog og dekoreret med franske ordener.
Han ægtede 21. oktober 1856 Caroline Octavia Hjelm (10. april 1834 – 9. april 1918).